# Simonestus pseudobulbulus
Simonestus pseudobulbulus is een spinnensoort uit de familie van de loopspinnen (Corinnidae).
De wetenschappelijke naam van de soort werd in 1938 als Corinna pseudobulbula gepubliceerd door Lodovico di Caporiacco.